# Municipio de Sumner No. 2
El municipio de Sumner No. 2 (en inglés: Sumner No. 2 Township) es un municipio ubicado en el condado de Bremer en el estado estadounidense de Iowa. En el año 2010 tenía una población de 322 habitantes y una densidad poblacional de 4,12 personas por km².

## Geografía
El municipio de Sumner No. 2 se encuentra ubicado en las coordenadas 42°52′11″N 92°7′55″O / 42.86972, -92.13194. Según la Oficina del Censo de los Estados Unidos, el municipio tiene una superficie total de 78.16 km², de la cual 78,13 km² corresponden a tierra firme y (0,03 %) 0,03 km² es agua.

## Demografía
Según el censo de 2010, había 322 personas residiendo en el municipio de Sumner No. 2. La densidad de población era de 4,12 hab./km². De los 322 habitantes, el municipio de Sumner No. 2 estaba compuesto por el 97,2 % blancos, el 0,31 % eran asiáticos y el 2,48 % eran de una mezcla de razas. Del total de la población el 0,31 % eran hispanos o latinos de cualquier raza.